# إميليانو رودريغيز
اميليانو رودريغيز (بالإسبانية: Emiliano Rodríguez)‏ (10 يونيو 1937 في إسبانيا - ) هو لاعب كرة سلة إسباني في مركز هجوم صغير الجسم، شارك في الألعاب الأولمبية الصيفية 1960. ولعب مع نادي أيسمالبار ‏.

## وصلات خارجية
- اميليانو رودريغيز على موقع الاتحاد الدولي لكرة السلة (الإنجليزية)
- اميليانو رودريغيز على موقع سبورتس رفرنس (الإنجليزية)
- اميليانو رودريغيز على موقع اللجنة الأولمبية الدولية (الإنجليزية)
- اميليانو رودريغيز على موقع أوليمبيديا (الإنجليزية)
- اميليانو رودريغيز على موقع اللجنة الأولمبية الإسبانية (الإسبانية)